# T2 Trainspotting
T2 Trainspotting är en brittisk svart dramakomedifilm från 2017 i regi av Danny Boyle, baserad på Irvine Welsh romaner Trainspotting från 1993 och Porr från 2002. T2 Trainspotting är en uppföljare till filmen Trainspotting från 1996, även den regisserad av Danny Boyle.
Alla huvudrollsinnehavare från 1996 års Trainspotting repriserar sina roller i T2 Trainspotting, däribland Ewan McGregor som Mark "Rent Boy" Renton.

## Handling
20 år efter handlingen i Trainspotting återvänder Mark Renton från Amsterdam till sin forna hemstad Edinburgh där han återförenas med sina gamla vänner Daniel "Spud" Murphy, Simon "Sick Boy" Williamson och Francis Begbie, samt sin tidigare flickvän Diane Coulston.

## Rollista (urval)
- Ewan McGregor – Mark "Rent Boy" Renton
- Ewen Bremner – Daniel "Spud" Murphy
- Jonny Lee Miller – Simon "Sick Boy" Williamson
- Robert Carlyle – Francis "Franco" Begbie
- Kelly Macdonald – Diane Coulston
- Shirley Henderson – Gail
- James Cosmo – Mr. Renton